# Sylvain Moniquet
Sylvain Moniquet (Namur, 14 gennaio 1998) è un ciclista su strada belga che corre per il team Cofidis; è professionista dal 2021.

## Palmarès

### Strada
- 2019 (Wallonie-Bruxelles Development Team, due vittorie)

3ª tappa Tryptique Ardennais (Gouvy > Trois-Ponts)
Classifica generale Tryptique Ardennais
- 2025 (Cofidis, una vittoria)

2ª tappa Tour du Limousin (Thiviers > Grèzes)

#### Altri successi
- 2019 (Wallonie-Bruxelles Development Team)

Classifica giovani Tryptique Ardennais
Classifica scalatori Tour de Moselle

## Piazzamenti

### Grandi Giri
- Giro d'Italia

2022: 48º
2025: 71º
- Vuelta a España

2021: 83º
2023: 94º
2024: 110º

### Classiche monumento
- Liegi-Bastogne-Liegi

2021: 85º
2022: 30º
2023: 37º
2024: 54º
2025: 68º
- Giro di Lombardia

2023: 64º
2024: ritirato